# Seraina Piubel
Seraina Piubel (Wettingen, 2 juni 2000) is een voetbalspeelster uit Zwitserland. Ze speelt als aanvaller voor West Ham United in de FA Women's Super League.

## Clubcarrière
Piubel speelde in de jeugd voor FC Fislisbach. Op dertienjarige leeftijd stapte ze over naar de jeugdopleiding van FC Zürich. Van 2015 tot 2016 kwam ze een jaar uit voor het onder 15 jongensteam van FC Red Star Zurich voordat ze terugkeerde bij FC Zürich. Op 6 augustus 2016 maakte Piubel haar debuut in de Super League door in te vallen in de 75ste minuut tegen BSC Young Boys. Ze mocht ook aantreden in de Champions League tegen KFF Vllaznia Shkodër. Ze speelde de hele wedstrijd en was belangrijk met een doelpunt. In het seizoen 2017-2018 was Piubel vooral invaller. Op 11 oktober 2017 debuteerde Piubel met haar club in het hoofdtoernooi van de Champions League. Piubel startte in de basis. Sinds het seizoen 2020-2021 heeft Piubel in alle wedstrijden een basisplaats.
In 2022 en 2023 werd Piubel genomineerd voor Speler van het jaar, maar moest de prijs aan Sandy Maendly en Fabienne Humm laten.
Op 9 september 2024 tekende Piubel een driejarig contract bij het Engelse West Ham Unites F.C.. In een thuiswedstrijd tegen Crystal Palace F.C. wist Piubel haar eerste doelpunt voor de club te maken.

## Statistieken
| Seizoen | Club                 | Land        | Competitie              | Wedstrijden | Doelpunten |
| ------- | -------------------- | ----------- | ----------------------- | ----------- | ---------- |
| 2022/23 | FC Zürich            | Zwitserland | Super League            | 22          | 14         |
| 2023/24 | FC Zürich            | Zwitserland | Super League            | 23          | 5          |
| 2024/25 | West Ham United F.C. | Engeland    | FA Women's Super League | 11          | 1          |
| Totaal  | Totaal               | Totaal      | Totaal                  | 56          | 20         |

Laatste update: 25 januari 2025

## Interlandcarrière
Piubel maakte haar debuut voor het Zwitserse nationale team op 18 september 2020 in een EK-kwalificatiewedstrijd tegen Kroatië voor het EK 2022.
Op 11 april 2023 maakte Piubel haar eerste interlanddoelpunt in een vriendschappelijke wedstrijd tegen IJsland die Zwitserland met 2-1 verloor. 
In 2023 mocht Piubel met Zwitserland aantreden op het WK 2023. Zwitserland wist de achtste finales te halen waarin Spanje met 1-5 te sterk was. Piubel kwam alle wedstrijden van Zwitserland in actie op dit eindtoernooi. Ze was belangrijk door de 2-0 te maken in het eerste groepsduel tegen Filipijnen.